# Voyageurs

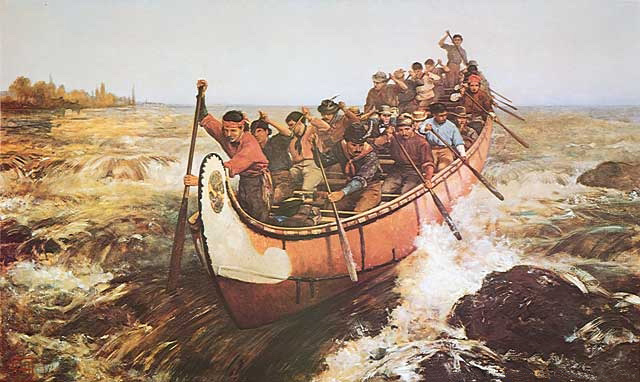
Shooting the Rapids, 1871 de Frances Anne Hopkins (1838–1919)

Os voyageurs eram franco-canadenses que se engajavam no transporte de peles por canoas durante os anos do comércio de pele com os povos indígenas. O significado emblemático do termo se aplica a lugares (Nova França, incluindo o Pays d'en Haut e o Pays des Illinois) e épocas (principalmente no século XVIII e início do século XIX), onde o transporte de materiais era principalmente a longas distâncias.
Os voyageurs eram considerados lendários, especialmente na parte francesa do Canadá. Eles eram heróis celebrados no folclore e na música. Por razões de prometido status de celebridade e riqueza, essa posição era muito cobiçada.